# Tibava
Tibava (em húngaro: Tiba) é um município da Eslováquia, situado no distrito de Sobrance, na região de Košice. Tem 10,66 km² de área e sua população em 2018 foi estimada em 540 habitantes.

## Demografia
| Ano:        | 1994 | 2004   | 2014   | 2024   |
| ----------- | ---- | ------ | ------ | ------ |
| Broj ljudi: | 523  | 529    | 555    | 534    |
| Razlika:    |      | +1,14% | +4,91% | -3,78% |

| Ano:               | 2023 | 2024   |
| ------------------ | ---- | ------ |
| Número de pessoas: | 539  | 534    |
| Diferença:         |      | -0,92% |